# Міністерство юстиції України
Міністе́рство юсти́ції Украї́ни (скорочено Мін'юст) — центральний орган виконавчої влади України, діяльність якого спрямовується і координується Кабінетом Міністрів України.
Мін'юст є головним органом у системі центральних органів виконавчої влади із забезпечення реалізації державної правової політики.

## Керівництво та структура

### Міністр
Міністерством керує Міністр юстиції України. Міністр також спрямовує і координує діяльність Укрдержархіву, здійснення заходів інших органів центральної влади, що належать до компетенції Мін'юсту.
Стефанішина Ольга Віталіївна — 05 вересня 2024 року Верховна Рада України погодила призначення Ольги Стефанішиної на посаду Віце-прем’єр-міністра з питань європейської та євроатлантичної інтеграції України - Міністра юстиції України.  
- Кучерявенко Микола Петрович — перший заступник Міністра[2]
- Пікалов Євген Вікторович — заступник Міністра з питань Державно виконавчої служби [3]
- Гайченко Андрій Віталійович — заступник Міністра з питань виконавчої служби[4]
- Васильчук Вікторія Олександрівна — заступниця Міністра [3]
- Сугак Людмила Петрівна — заступник Міністра з питань європейської інтеграції[5]
- Сокоренко Маргарита Степанівна — Уповноважений у справах Європейського суду з прав людини[6]
- Банчук Олександр Анатолійович — заступник Міністра[7]
- Терещенко Світлана Ігорівна — заступник Міністра[8]
- Буханевич Олександр Миколайовичу — Державний секретар[3]
- Ференс Олена Миколаївна — заступник Міністра[9]

### Внутрішня структура
- Патронатна служба Міністра
- Секретаріат Державного секретаря Міністерства
- Управління стратегічної комунікації
- Департамент публічного права
- Департамент приватного права
- Департамент з питань банкрутства
- Департамент реєстрації та систематизації правових актів
- Директорат правосуддя та кримінальної юстиції
- Директорат цифрового розвитку, цифрових трансформацій і цифровізації
- Директорат стратегічного планування та європейської інтеграції
- Департамент міжнародного права
- Секретаріат Урядового уповноваженого у справах Європейського суду з прав людини
- Управління персоналу
- Бухгалтерська служба
- Департамент державної реєстрації
- Департамент нотаріату
- Департамент санкційної політики
- Департамент експертного забезпечення правосуддя
- Відділ по роботі з державними підприємствами
- Офіс протидії рейдерству (на правах департаменту)
- Відділ режимно-секретної роботи
- Відділ з питань запобігання та виявлення корупції
- Сектор архівної справи
- Департамент державної виконавчої служби
- Управління забезпечення та документообігу
- Відділ державних закупівель та договірної роботи
- Відділ по роботі з системою Державної кримінально-виконавчої служби
- Управління внутрішнього аудиту
- Головний спеціаліст з питань мобілізаційної роботи
- Головний спеціаліст з координації внутрішнього контролю
- Головний спеціаліст з питань територіальної оборони
- Управління пенітенціарних інспекцій

### Підвідомчі організації
Міністерству юстиції України підвідомчі такі установи та державні підприємства:
- Центр перепідготовки та підвищення кваліфікації працівників юстиції
- Державне підприємство «Українська правова інформація»
- Державне підприємство «Національні інформаційні системи» https://nais.gov.ua/

Ліквідовані організації:
- Державне підприємство «Інформаційний центр» Міністерства юстиції України[10]
- Державне підприємство «Інформаційно-ресурсний центр»
- Центр правової реформи і законопроєктних робіт при Міністерстві юстиції України[11]

### Територіальні органи
Міністерству юстиції підпорядковані його територіальні органи — міжрегіональні управління:
1. Західне міжрегіональне управління Міністерства юстиції
2. Південне міжрегіональне управління Міністерства юстиції (м. Одеса)
3. Східне міжрегіональне управління Міністерства юстиції
4. Центральне міжрегіональне управління Міністерства юстиції (м. Київ)

#### Структура головних територіальних управлінь
Територіальні управління Міністерству юстиції створено відповідно до Постанови Кабінету Міністрів України від 30 квітня 1998 «Про систему органів юстиції» шляхом перепорядкування обласних управлінь юстиції від обласних державних адміністрацій.
Наказом Міністерства юстиції від 30.01.2015 № 115/5 головні управління юстиції Міністерства юстиції (ГУЮ) перейменовано на головні територіальні управління юстиції (ГТУЮ). Замість самостійних управлінь державної виконавчої служби та реєстраційних служб у структурі головних територіальних управлінь юстиції створені відповідні структурні підрозділи: управління державної виконавчої служби та управління державної реєстрації, які тепер підпорядковуються керівнику Головного територіального управління юстиції.
Наказом Міністерства юстиції України від 01.03.2016 № 572/5 «Про ліквідацію територіальних управлінь юстиції» ліквідуються районні, міські та міськрайонні управління юстиції. Відділи державної виконавчої служби та відділи державної реєстрації введені у структуру ГТУЮ зі збереженням статусу юридичних осіб.
Постановою Кабінету Міністрів України від 16.08.2022 № 912 «Про реорганізацію міжрегіональних територіальних органів Міністерства юстиції» реорганізовано такі міжрегіональні територіальні органи Міністерства юстиції: Західне міжрегіональне управління Міністерства юстиції (м. Львів) шляхом його приєднання до Південно-Західного міжрегіонального управління Міністерства юстиції (м. Івано-Франківськ) з перейменуванням у Західне міжрегіональне управління Міністерства юстиції; Центрально-Західне міжрегіональне управління Міністерства юстиції (м. Хмельницький) шляхом його приєднання до Центрального міжрегіонального управління Міністерства юстиції (м. Київ); Східне міжрегіональне управління Міністерства юстиції (м. Харків) шляхом його приєднання до Північно-Східного міжрегіонального управління Міністерства юстиції (м. Суми) з перейменуванням у Східне міжрегіональне управління Міністерства юстиції; Південно-Східне міжрегіональне управління Міністерства юстиції (м. Дніпро) шляхом його приєднання до Південного міжрегіонального управління Міністерства юстиції (м. Одеса).

## Завдання
1. Забезпечення реалізації державної правової політики та політики у сфері адаптації законодавства України до законодавства Європейського Союзу.
2. Підготовка пропозицій щодо проведення в Україні правової реформи, сприяння розвитку правової науки.
3. Забезпечення захисту прав і свобод людини та громадянина у визначеній сфері.
4. Підготовка пропозицій щодо вдосконалення законодавства, його систематизація, розроблення проєктів нормативно-правових актів та міжнародних договорів України з правових питань, проведення правової експертизи проєктів нормативно-правових актів, державна реєстрація нормативно-правових актів, ведення Єдиного державного реєстру нормативно-правових актів.
5. Організація виконання рішень судів та інших органів (посадових осіб) відповідно до законів України, робота з кадрами, експертне забезпечення правосуддя.
6. Організація роботи нотаріату та органів реєстрації актів громадянського стану.
7. Розвиток правової інформатизації, формування у громадян правового світогляду.
8. Здійснення міжнародно-правового співробітництва[14].

Міністерство є держателем кількох державних реєстрів, серед яких:
- Єдиний державний реєстр осіб, щодо яких застосовано положення Закону України «Про очищення влади»[15].

## Розташування

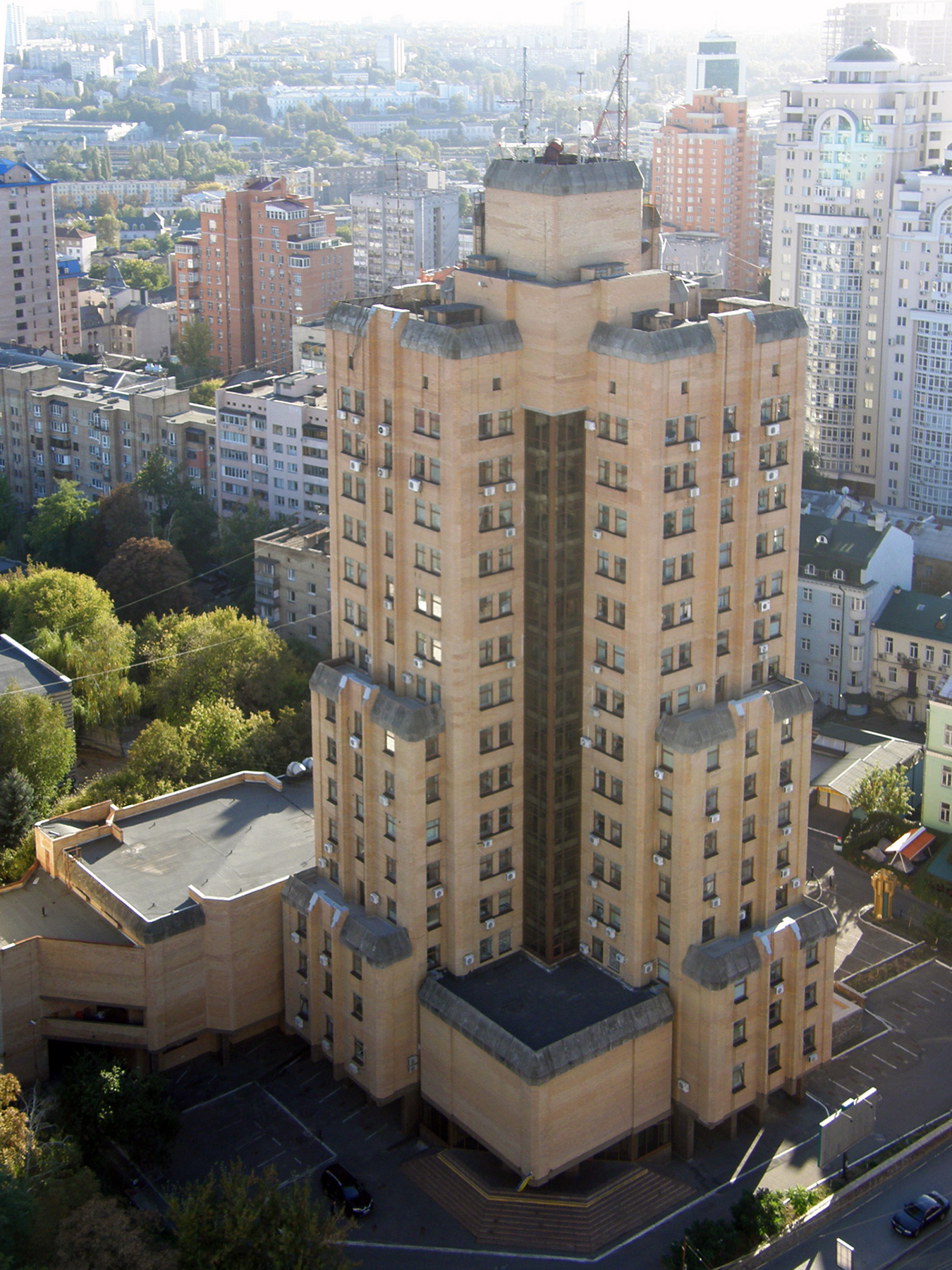
Будівля Міністерства юстиції по вулиці Січових Стрільців

Будинок міністерства розташована в колишньому Прибутковому будинку з торговим домом Йосифа Кімаєра по вулиці Архітектора Городецького 13 в Києві.
26 січня 2014 під час Євромайдану цю будівлю зайняли активісти руху «Спільна справа».
Частина підрозділів Міністерства юстиції знаходяться у будинку вулиця Січових Стрільців, 73 (архітектор І. В. Пруцаков).

## Історія
- Генеральне секретарство судових справ УНР

### Реформи 2010—2013 років
6 квітня 2011 року Указом Президента України затверджено Положення про Міністерство юстиції України.

#### Ліквідація служби з питань захисту персональних даних
З 2011 по 2014 рік через Міністра юстиції спрямовувалась діяльність служби з питань захисту персональних даних. 1 січня 2014 року функції служби були покладені на Уповноваженого Верховної Ради з прав людини.

### Реформи, що почалися 2014 року
2 липня 2014 року Постановою Кабінету Міністрів затверджено Положення про Міністерство юстиції України.

#### Приєднання реєстраційної та виконавчої служб
21 січня 2015 року Постановою Кабінету Міністрів Державна виконавча служба України та Державна реєстраційна служба України були ліквідовані як самостійні юридичні особи та приєднані до Міністерства. 30 січня 2015 року наказом Міністерства юстиції Головні управління юстиції (ГУЮ) перейменовано на Головні територіальні управління юстиції (ГТУЮ). Самостійні управління ДВС та служб реєстрації перетворено на структурні підрозділи у складі ГТУЮ.

#### Приєднання пенітенціарної служби
18 травня 2016 року було вирішено ліквідувати ДПтС із покладенням її функцій на Міністерство юстиції.
В грудні 2019 року міністр юстиції Денис Малюська заявив, що 2020 року в рамках оптимізації штат міністерства буде скорочено на 10 %, за рахунок чого буде підвищено зарплатню працівникам.

#### Автоматичне списання боргів із рахунків українців
Міністерства юстиції на вимогу Державної виконавчої служби прийняло розпорядження, що з банківських рахунків українців будуть автоматично знімати кошти, щоб оплатити їх борги за комуналку і штрафи. Для списання коштів, як і раніше, потрібно буде рішення суду, але сама процедура значно спроститься і прискориться. Можливість автоматично списувати борги з рахунків виконавці зможуть з рахунків у таких банківських установах: ПриватБанк, Monobank, ТАСкомбанк, Оксі Банк, Банк Восток, Індустріалбанк і ПроКредит Банк.

## Регулювання громадських об’єднань
Мін'юст відповідає за реєстрацію громадських об'єднань, включаючи відділення міжнародних організацій та іноземних некомерційних неурядових організацій. Територіальні органи приймають заяви про реєстрацію громадських об’єднань, зміну даних, ліквідацію об’єднань тощо. Міністерство забезпечує загального доступу до інформації про громадські організації, що утворені та діють в Україні, через відповідні реєстри та бази даних.

### Визначення
У Законі України «Про державну реєстрацію юридичних осіб, фізичних осіб - підприємців та громадських формувань» громадське об’єднання визначається як добровільне об'єднання фізичних осіб та/або юридичних осіб приватного права для здійснення та захисту прав і свобод, задоволення суспільних, зокрема економічних, соціальних, культурних, екологічних, та інших інтересів. За організаційно-правовою формою громадські об’єднання поділяються на громадські організації та громадські спілки. Основна різниця полягає в тому, що громадські організації можуть бути засновані фізичними особами, а громадські спілки – юридичними особами.

### Регулювання утворення і діяльності громадських об'єднань[22]
Втручання органів державної влади і посадових осіб у діяльність громадських об'єднань неприпустиме, за виключенням випадків, передбачених законом. Держава забезпечує дотримання прав і законних інтересів громадських об'єднань, підтримує їх діяльність, законодавчо регулює надання їм податкових та інших пільг і переваг. Громадські об’єднання мають право на вільне утворення та функціонування, також вони можуть вільно співпрацювати як г українськими, так і з закордонними ГО, інституціями, підприємствами тощо.  
В Україні забороняється утворення та діяльність громадських об’єднань, метою яких є  ліквідація незалежності України, зміна конституційного ладу насильницьким шляхом, порушення суверенітету і територіальної цілісності держави, підрив її безпеки. Забороняється також посягання на права і свободи людини, здоров’я населення та порушення рівноправності за будь-якими ознаками. Також законом забороняється виправдання чи заперечення збройної агресії Російської Федерації проти України, будь-яка пропаганда тоталітарних режимів та їхньої символіки, зокрема російського нацистського тоталітарного режиму та символіки російського воєнного вторгнення.

### Реєстрація громадського об’єднання
Для заснування громадського об’єднання потрібно мінімум дві особи віком від 18 років. Утворення громадського об'єднання здійснюється на установчих зборах його засновників та оформлюється протоколом. Під час установчих зборів складається статут, обирається назва ГО, формулюється мета діяльності, обирається керівництво організації. 
Громадське об’єднання має подати відповідну заяву про реєстрацію до територіального органу Міністерства юстиції України протягом 60 днів від проведення установчих зборів. Разом із заявою подається пакет документів, який включає зокрема рішення засновників про створення юридичної особи, реєстр осіб, які брали участь в установчому з’їзді, установчий документ юридичної особи та відомості про керівні органи громадського формування. Подати заяву на отримання послуги заявник може особисто або через законного представника, шляхом відправлення документів поштою (рекомендованим листом). Державна реєстрація зазвичай триває три робочі дні, після чого відповідний запис про створення громадського об’єднання вноситься до Єдиного державного реєстру юридичних осіб, фізичних осіб – підприємців та громадських формувань. 

### Діяльність громадського об’єднання

#### Статус юридичної особи
Згідно з Законом України «Про громадські об'єднання» громадське об'єднання може здійснювати діяльність зі статусом юридичної особи або без такого статусу. Громадське об'єднання зі статусом юридичної особи є непідприємницьким товариством, основною метою якого не є одержання прибутку.

#### Відокремлений підрозділ громадського об'єднання
Громадське об'єднання зі статусом юридичної особи може мати відокремлені підрозділи. Рішення про його утворення приймає керівний орган об’єднання. Для реєстрації відокремленого підрозділу відповідна заява разом з рішенням уповноваженого органу управління юридичної особи про створення відокремленого підрозділу подається до територіального органу Міністерства юстиції України. У Єдиному державному реєстрі робиться відповідний запис про реєстрацію. 

#### Всеукраїнський статус громадського об'єднання
Громадське об'єднання може мати всеукраїнський статус, якщо має відокремлені підрозділи у більшості адміністративно-територіальних одиниць. Для оформлення всеукраїнського статусу потрібно подати відповідну заяву до територіального органу Міністерства юстиції України. Як реєстрація всеукраїнського статусу, так і відмова від нього є добровільними. 

### Ліквідація
Рішення про припинення громадського об’єднання приймається з’їздом та підлягає державній реєстрації. Для цього необхідно звернутися до територіального органу Міністерства юстиції України. Якщо підстави для відмови відсутні, до Єдиного державного реєстру юридичних осіб, фізичних осіб – підприємців та громадських формувань вноситься відповідний запис.

### Відокремлений підрозділ іноземного громадського об'єднання
Іноземні неурядові та благодійні організації можуть мати відокремлений підрозділ в Україні. Для акредитації відокремленого підрозділу потрібно звернутися Міністерства юстиції України із заявою та пакетом документів. Відокремлений підрозділ іноземної неурядової організації акредитується в Україні без надання статусу юридичної особи. Якщо такий підрозділ змінив дані, наприклад назву, організаційно-правову форму, місцезнаходження чи інше, відповідні зміни потрібно відобразити у Єдиному державному реєстрі, подавши заяву про зміни до Мін’юсту. Якщо іноземне об’єднання має намір припинити діяльність свого українського підрозділу, відповідна заява про ліквідацію також має бути подана до Міністерства юстиції України. 

### Державні реєстри
Єдиний державний реєстр юридичних осіб, фізичних осіб-підприємців та громадських формувань (ЄДР)  — публічний реєстр юридичних осіб України, що виконує роль державного контролю та захисту прав юридичних осіб, громадських формувань та підприємців України, а також захисту прав третіх осіб у правовідносинах з ними. Розпорядником інформації реєстру є департамент реєстрації Міністерства юстиції. ЄДР містить комплексну інформацію про зареєстровані в Україні суб'єкти, включаючи юридичних осіб, фізичних осіб-підприємців та громадські формування. Вільний та безкоштовний доступ до інформації можна зробити через офіційний веб-сайт Міністерства юстиції України.
Єдиний реєстр громадських формувань  — це електронна база даних, яка містить відомості про реєстрацію та легалізацію таких типів громадських формувань: політичні партії, благодійні організації, творчі спілки, торгово–промислові палати, постійно діючі третейські суди та соціації органів місцевого самоврядування. Функціонування реєстру, зокрема адміністрування, надання до нього доступу, збереження та захист даних, здійснюється Міністерством юстиції України 
Реєстр громадських об'єднань — це спеціалізована база даних, що містить відомості про громадські обєднання, які зареєстровані в Україні. У реєстрі представлені як громадські організації, так і інші форми громадських об'єднань, включаючи політичні партії та профспілки. Інформація в реєстрі є відкритою для громадськості, що дозволяє отримати достовірні дані про діяльність громадських об'єднань.